# Staphylinochrous defasciata
Staphylinochrous defasciata és una espècie de lepidòpter zigenoïdeu de la família dels himantoptèrids (Himantopteridae), subfamília Anomoeotinae Es pot trobar a l'Àfrica.